# Aknīste
Aknīste è un comune della Lettonia appartenente alla regione storica della Selonia di 3.303 abitanti (dati 2009).

## Geografia antropica

### Suddivisioni amministrative
Il comune è stato istituito nel 2009 ed è formato dalle seguenti unità amministrative:
- Aknīste
- Asare
- Gārsene